# Chenoo
Chenoo  (Jenu, Cenu, Chenu, Jinu, Cinu, Djenu, Chinu, Cheno, Chenu, Tsi-noo), Chenooi su zli ledeni divovi ljudožderi iz legendi Micmac, Maliseet i Passamaquoddy Indijanaca. Chenoo je nekoć bio ljudsko biće koje je bilo opsjednuto zlim duhom ili je počinilo užasan zločin (osobito kanibalizam ili uskraćivanje hrane izgladnjeloj osobi), zbog čega mu se srce pretvorilo u led. U nekoliko legendi čovjek je uspješno spašen iz smrznutog srca Chenooa, ali obično nakon što se osoba transformira u Chenooa, njihov jedini izlaz je smrt.